# Serrat de Sant Bartomeu
El Serrat de Sant Bartomeu és una muntanya de 869 metres que es troba entre els municipis de Solsona i d'Olius, a la comarca catalana del Solsonès.
Al cim s'hi pot trobar un vèrtex geodèsic (referència 274096001).